# Cinninae
Cinninae es una subtribu de hierbas de la familia Poaceae. El género tipo es: Cinna L. Tiene los siguientes géneros.

## Géneros
- Abola Adans. = Cinna L.
- Blyttia Fr. = Cinna L.
- Cinna L.
- Cinnastrum E. Fourn. = Cinna L.
- Greenia Nutt. = Limnodea L. H. Dewey
- Limnodea L. H. Dewey
- Sclerachne Torr. ex Trin. = Limnodea L. H. Dewey
- Thurberia Benth. = Limnodea L. H. Dewey